# Оклоп за личну заштиту
Оклоп за личну заштиту (енгл. Body armor) је заштитно средство израђено од чврстог материјала којим се жива сила штити од дејства непријатељског оружја. Употребљаван је од најстаријих времена и развијао се упоредо са оружјем: у периоду хладног оружја широко је коришћен за индивидуалну заштиту бораца, касније и коња; у периоду ватреног оружја (од 15. века), коришћен је као лично заштитно средство још неколико векова, али се повећањем пробојности пројектила постепено губи. Поново је ушао у употребу током Корејског рата (1950-1953).

## Период хладног оружја
У периоду хладног оружја постојале су две врсте оклопа за личну заштиту: делимични и пуни оклоп.

### Делимични оклоп
Делимични оклоп служио је за заштиту појединих делова тела (глава, врат, груди, руке, ноге). Преовлађивао је у старом, а делимично и у средњем веку.

#### Стари век
За израду најранијих оклопа употребљавана је животињска кожа, дрвена кора обложена љускама рога или рибљом крљушти, трска и кокосова лика. У Кини и Индији, на пример, оклопи су најпре израђивани од коже и дрвета, а касније, после појаве метала, стављане су на кожне оклопе бронзане плочице. Асирци и Вавилонци су у 8. веку пре н. е. носили оклопе од штављене биволске коже са металним плочицама, а Сармати крљуштасти оклоп. Египћани су носили прсне оклопе или панцирне кошуље од различитог материјала, и шлемове.
Тешка пешадија старих Грка (од 6. до 4. века пре н. е) имала је бакарне прсне оклопе, шлемове, доколенице и округле штитове, а лака - оклопе од више слојева ланеног платна. Шлем је у почетку био купастог облика, без икаквих предњих и задњих додатака, а касније је добио делове за заштиту потиљка, ушију и образа. 
Римски оклоп израђиван је од штављене коже са металним ојачањем (лат. lorica) или од металних плочица (величине 2-3 цм), повезаних у виду крљушти (лат. lorica squamata, plumata); обухватао је груди и леђа; рамена су покривале уздужне металне плочице, колена метални делови, а главу шлем са перјаницом, понекад визиром за очи, деловима за образ и уши (лат. bucule). Етрурски шлемови имали су високи гребен и заштитник потиљка.

#### Средњи век
У раном средњем веку оклоп је у западној и средњој Европи чинила верижна кошуља до кукова, израђена од штављене коже обложене металним плочицама или колутовима (брњама) поређаним у полукруг - љускасти оклоп (енгл. lamellar armour). Ратници Карла Великог (772-814) носили су верижне огртаче са прсним кожним оклопима, а на ногама кожне чарапе (лат. femoraliae). 
Касније се између кошуље и шлема појављује оковратник, причвршћен за шлем, за заштиту грла, врата и лица; најпре је од коже, а касније од челичне жице. Ћубасти (полулоптасти) франачки шлем замењен је купастим, јер је боље одбијао стреле у ударце мача; додата му је гвоздена плочица за заштиту носа. Верижни огртач продужен је до листова ногу, са разрезима са предње и задње стране да не би сметао при јахању. 
Крајем 12. века шлем се заравњује; метална плочица за заштиту носа претвара се у визир (покретан или сталан) са разрезом или рупом за очи. Крајем 13. века појављују се верижне рукавице с прстима и ногавице до кукова.
Од 13. века оклоп се употребљава и за заштиту предњег дела коња: само су ноздрве, уши и ноге, од колена наниже, остајали слободни. Оклопљени коњи са оклопљеним јахачима споро су се кретали и брзо умарали. Витезови су, стога, јахали на маршу лакше коње, а њихову опрему носио је посебан коњ. Лаки коњаници (туркопули) имали су, најчешће, само прсни оклоп и шлем.

##### Азија
Источњачки народи употребљавали су, најчешће, верижне кошуље од малих, јаких жичаних карика. Турци и арабљански народи носили су на грудима и леђима по једну већу плочу и око ње виче мањих, повезаних карикама верижњаче. Татари и Черкези су, поред тога, штитили и десну руку - металним дугачким рукавом.

##### Србија
У Србији су се у 11. веку употребљавали верижна кошуља, рукавице и шлем (кукуљица, кацига или кацида). Касније се појављују и други делови оклопа. Цар Душан је 1345. и 1347. набавио из Млетака за своју оклопну коњицу 600 оклопа за прса, 800 шенкела (за ноге), 800 коларија (за врат), 800 барбата (шлемова), 500 рукавица (лат. cirotechas) и 300 штитова.

### Пуни оклоп
Пуни оклоп штитио је цело тело, а био је у употреби од 14. века. Настао је спајањем челичних плоча за поједина осетљива места (прса, врат, колена, лактови) у потпун плочаст оклоп, с неопходним прегибима око врата и средине тела, на рукама и ногама. Од тих оклопа најпознатији су готски и максимилијански.
Руси и источни народи су у то доба носили лакше оклопе: верижне кошуље, шлемове с причвршћеном металном мрежом на лицу и плећима.

## Период ватреног оружја
У периоду ватреног оружја пуни оклоп је постепено ишчезао, јер није могао да пружи потребну заштиту од пушчаних зрна, а отежавао је руковање оружјем и смањивао покретљивост бораца. Покушај са пуним оклопима веће дебљине је пропао, јер је само грудни део тежио око 6 кг. Најпре су нестале из употребе гвоздене ципеле, затим подлактице и делови за бутине. Од 16. века употребљавали су се тзв. полуоклопи. Они које су носили немачки ландскнехти и швајцарска пешадија имали су само шлем и оклоп за груди и леђа. Сличан оклоп носили су и тешки коњаници - аркебузири, рајтери и кирасири. Кирасири су га употребљавали и у француско-пруском рату (1870), а делимично и пред Први светски рат. 

### Двадесети век
После Првог светског рата задржао се само шлем. У рату у Кореји (1950-1953) Американци су испробали нову врсту оклопа - специјалне грудњаке, израђене од више слојева посебне најлонске тканине. Касније су израдили тзв. композитни грудњак, састављен од 10  слојева најлонске тканине, покривених плочицама од титанијума. Тежи око 4 кг и штити од парчади граната и ручних бомби. Најновији тип заштитног грудњака (који су, као и претходни, употребљавале јединице САД, посебно пилоти хеликоптера и лаких авиона у рату у Вијетнаму) састоји се од керамике и фибергласа. Штити од пучаних зрна: ударајући у слој керамике, зрно се деформише, а фиберглас га зауставља.

## Савремени неметални оклоп
Војници користе металне или керамичке плоче у својим прслуцима отпорним на метке, који пружају додатну заштиту од метака из пиштоља и пушака. Металне компоненте или чврсто ткани слојеви влакана могу пружити меку отпорност оклопа на нападе ножевима и бајонетима. Верижњачу од ланаца и даље користе месари и радници у кланицама да би спречили посекотине и ране током сечења животињских трупова.

### Керамикa
Бор карбид се користи у оклопима од тврдих плоча који могу да надвладају муницију за пушке и оклопни пробој. Коришћен је у оклопним плочама као што је SAPI серија, и данас у већини цивилно доступних панцира.
Остали материјали укључују бор субоксид, глиницу и силицијум карбид, који се користе из различитих разлога, од заштите од пенетратора волфрам карбида, до побољшаних односа тежине и површине. Керамички оклоп за тело се састоји од тврдог и крутог керамичког ударног лица повезаног са дуктилним композитним позадинским слојем. Пројектил бива разбијен, окренут или еродиран док удара у керамичку ударну површину, и велики део његове кинетичке енергије се троши док је у интеракцији са керамичким слојем; позадински слој од композитних влакана апсорбује преосталу кинетичку енергију и хвата остатке метка и керамике. Ово омогућава таквом оклопу да надвлада оклопне метке од 5,56x45 mm, 7,62x51 mm и 7,62x39 mm, између осталог, са мало или нимало осетних тупих траума. Врхунске керамичке оклопне плоче обично користе композитне позадинске слојеве од полиетиленских влакана ултра високе молекуларне тежине, док буџетске плоче користе арамид или фиберглас.

### Влакна
Дупонтов Кевлар је добро познат као компонента неких прслука отпорних на метке и балистичих маски за лице. PASGT кацига и прслук које војне снаге Сједињених Држава користе од раних 1980-их имају Кевлар као кључну компоненту, као и његове замене. Цивилне примене укључују одећу ојачану кевларом за возаче мотоцикала ради заштите од абразивних повреда. Кевлар у нетканом дугонитном облику се користи унутар спољашњег заштитног покривача за формирање одеће коју дрвосече користе док раде моторном тестером. Ако покретни ланац дође у контакт и поцепа спољни поклопац, дуга влакна кевлара се заплићу, зачепљују и заустављају кретање ланца док се увлаче у радни део погонског механизма тестере. Кевлар се такође користи у заштитној опреми хитних служби ако то укључује велику топлоту, на пример, гашење пожара, и кевлар у прслуцима за полицајце, службу обезбеђење и специјалце. Најновији кевлар материјал који је Дупонт развио је Кевлар XP. У поређењу са „нормалним” кевларом, Кевлар XP је лакши и удобнији за ношење, пошто његов јоргански бод није потребан за балистички пакет.